# Temple Qinci Yangdian de Shanghai
Le temple Qinci Yangdian (chinois : 钦赐仰殿, traditionnel: 欽賜仰殿, pinyin : Qīncì Yǎngdiàn, traduction : Palace du Respect accordé par Sa Majesté) est un temple taoïste situé dans le district de Pudong, à Shanghai, Chine.  Bien que sa date exacte de construction soit inconnue (vers 230 ?), le temple semble avoir une longue histoire.  Il a été détruit et reconstruit plusieurs fois, sa dernière reconstruction datant des années 1980-90.

## Histoire
Les premiers écrits connus mentionnant le temple se trouvent dans les annales du comté de Shanghai compilées sous le règne de l'empereur Wanli de la dynastie Ming (1572-1620).  Le temple s'appelait alors Jinshiniang, ou Dongyuexing.  
Mais la tradition dit qu'il fut érigé vers 230 par Sun Quan, premier empereur des Wu occidentaux, au début de la période des Trois Royaumes, en l'honneur de sa mère.  Ce premier temple portait le nom de Manoir de la Montagne Sacrée de l'Est .
Au VIIe siècle, l'empereur Taizhong, de la dynastie Tang, ordonna sa reconstruction et le rebaptisa.  Le nom du fonctionnaire en charge, Qin Shubao, se trouve encore sur certaines poutres du bâtiment.
Le temple fut agrandi durant la dynastie Song (960 - 1279) mais alla à l'abandon durant les guerres des années Chongzhen (1627 - 1644), dernier empereur de la dynastie Ming.
Il fut reconstruit en 1770, sous le règne de l'empereur Qianlong de la dynastie Qing.  C'est à cette période que son nom fut déformé de Jinshiniang en Qinciyang.  Le temple couvrait alors une surface de plus de 20 mu (2 000 mètres carrés) et comportait deux pavillons principaux : le pavillon de la Montagne Sacrée de l'Est à l'avant et le pavillon des Trois Purs à l'arrière.  De chaque côté, se dressait un Hall des dix rois (十王殿 Shíwáng Diàn) et le tout était complété par une douzaine de bâtiments auxiliaires.  À l'époque, le temple était renommé et attirait les touristes et pèlerins.
En 1982, l'association taôiste de Shanghai rénova le temple et les activités religieuses y reprirent l'année suivante.  Le programme de rénovation se termina au début des années 1990 lorsque la structure principale fut remise à neuf.
À la fin des années 1990, le temple fut élargi pour atteindre sa configuration actuelle en trois secteurs.
Bien que l'architecture du temple soit toute récente, à l'extrémité sud de l'enceinte apparaissent des fondations qui semblent être celles de halls plus âgés .

## Disposition actuelle des bâtiments
Comme la plupart des temples chinois, le temple Qinci Yangdian est basé sur un axe nord-sud, avec l'entrée à l'extrémité sud.  Les bâtiments entourent des cours principales rectangulaires selon le modèle siheyuan. Ils abritent une multitude de statues de toutes tailles, représentant des divinités possédant chacune leur spécialité.  Les plus imposantes sont le trio géant du pavillon des trois purs (三清殿 Sānqīng Diàn) et dans un pavillon latéral du second étage, un groupe impressionnant de 61 statues dorées, grandeur nature, représentant des généraux taoïstes.
Le temple est divisé en trois sections, chacune comprenant un des trois pavillons principaux.

## Célébrations
Au cours de l'année, le temple organise diverses célébrations dont certaines commémorent l'anniversaire de divinités dont les statues sont abritées dans le temple.
Outre les célébrations officielles, le temple est le cadre d'activités religieuses quotidiennes : visites de pèlerins, offices religieux, séminaires et formation des moines...  Les cérémonies religieuses sont souvent accompagnées de chants et de musique (instruments à percussion et à vent).
Les pointes d'affluence des pèlerins sont :
– les 3e, 4e, 7e et 9e mois lunaires ;
– pour la fête de Qinqming (Qingmingjie 清明節)

## Galerie photo

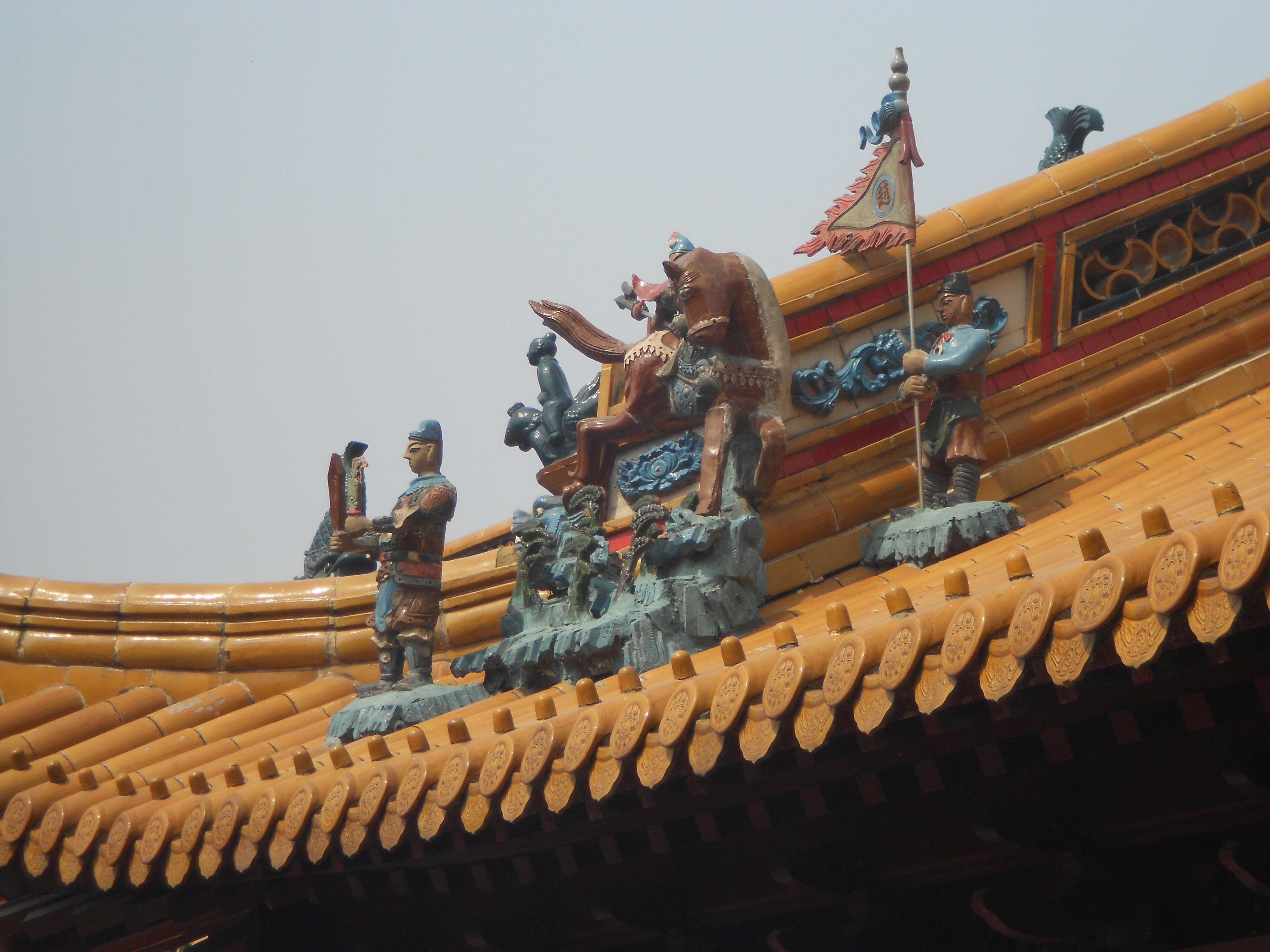
statuettes sur les toits
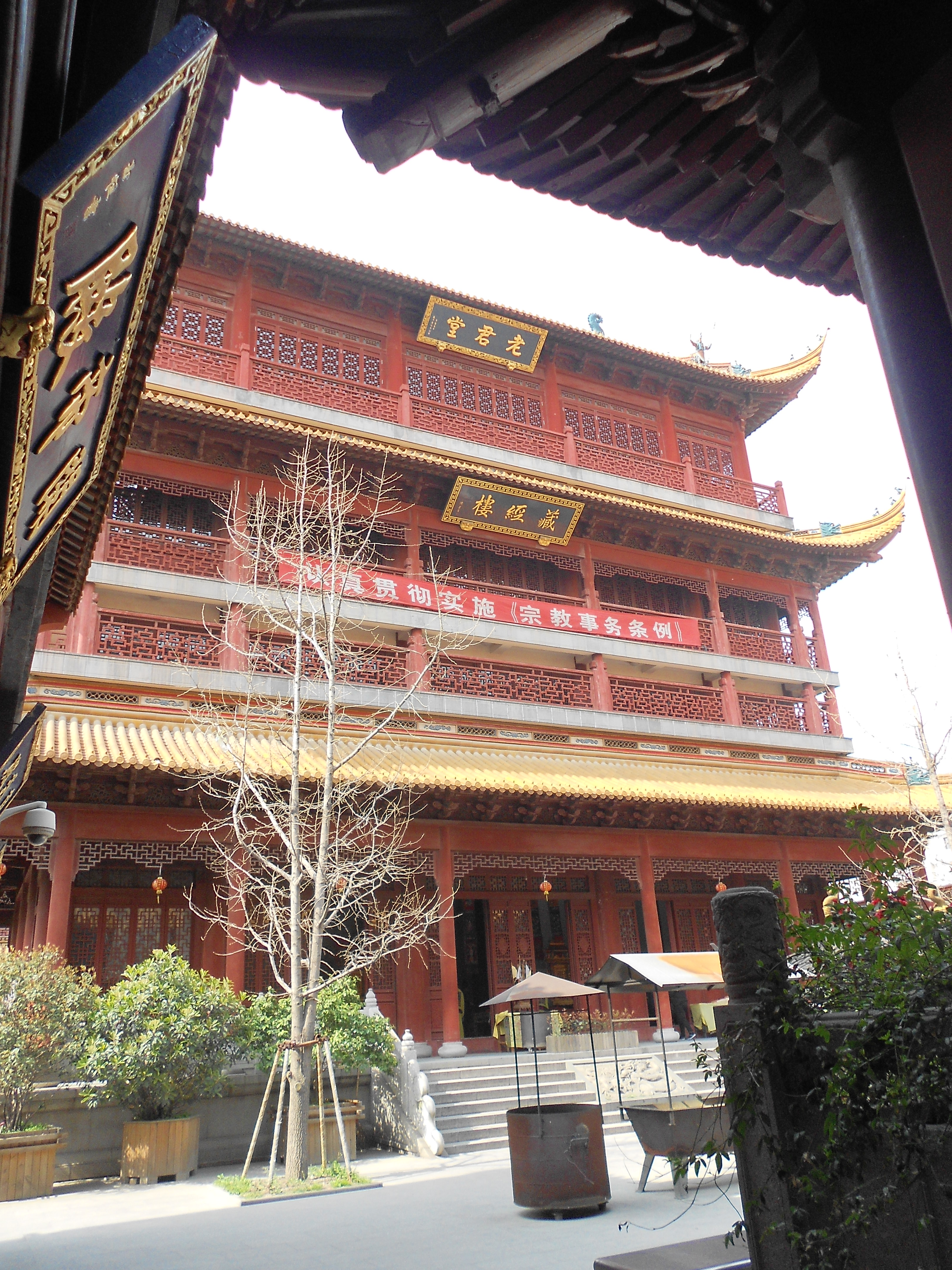
pavillon de l'empereur de Jade
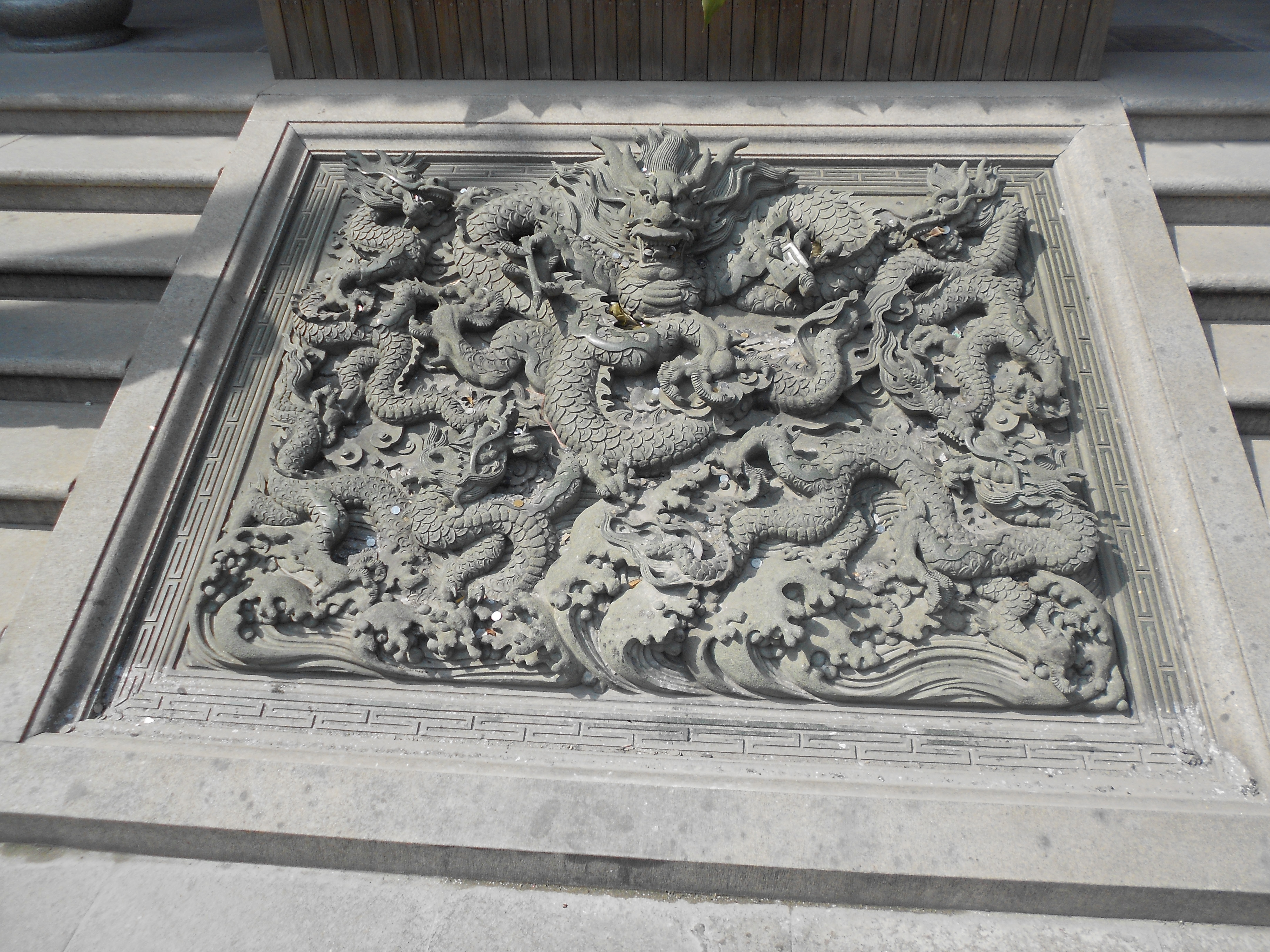
sur les escaliers menant au pavillon de la montagne sacrée de l'est
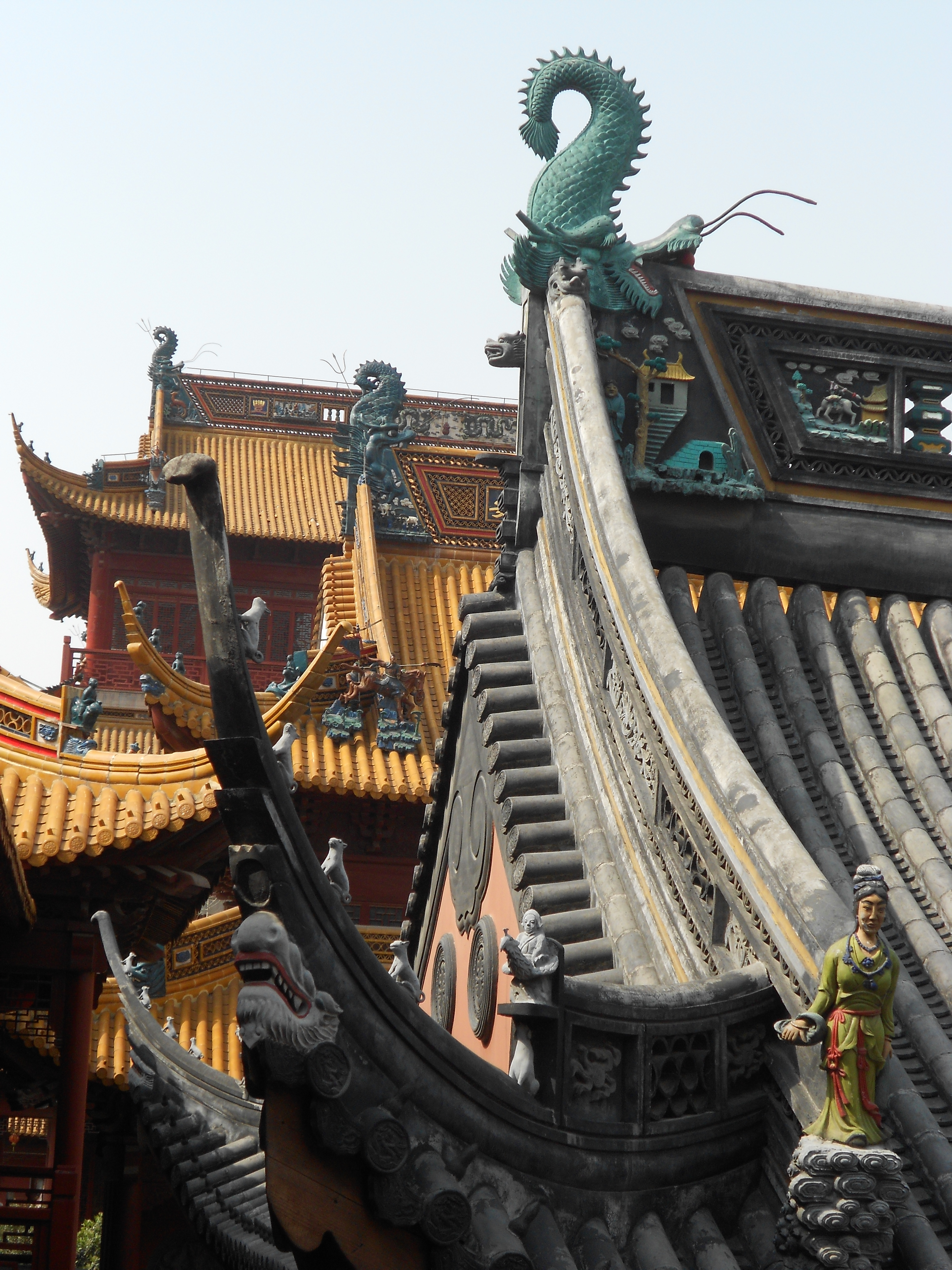
vue sur les toits
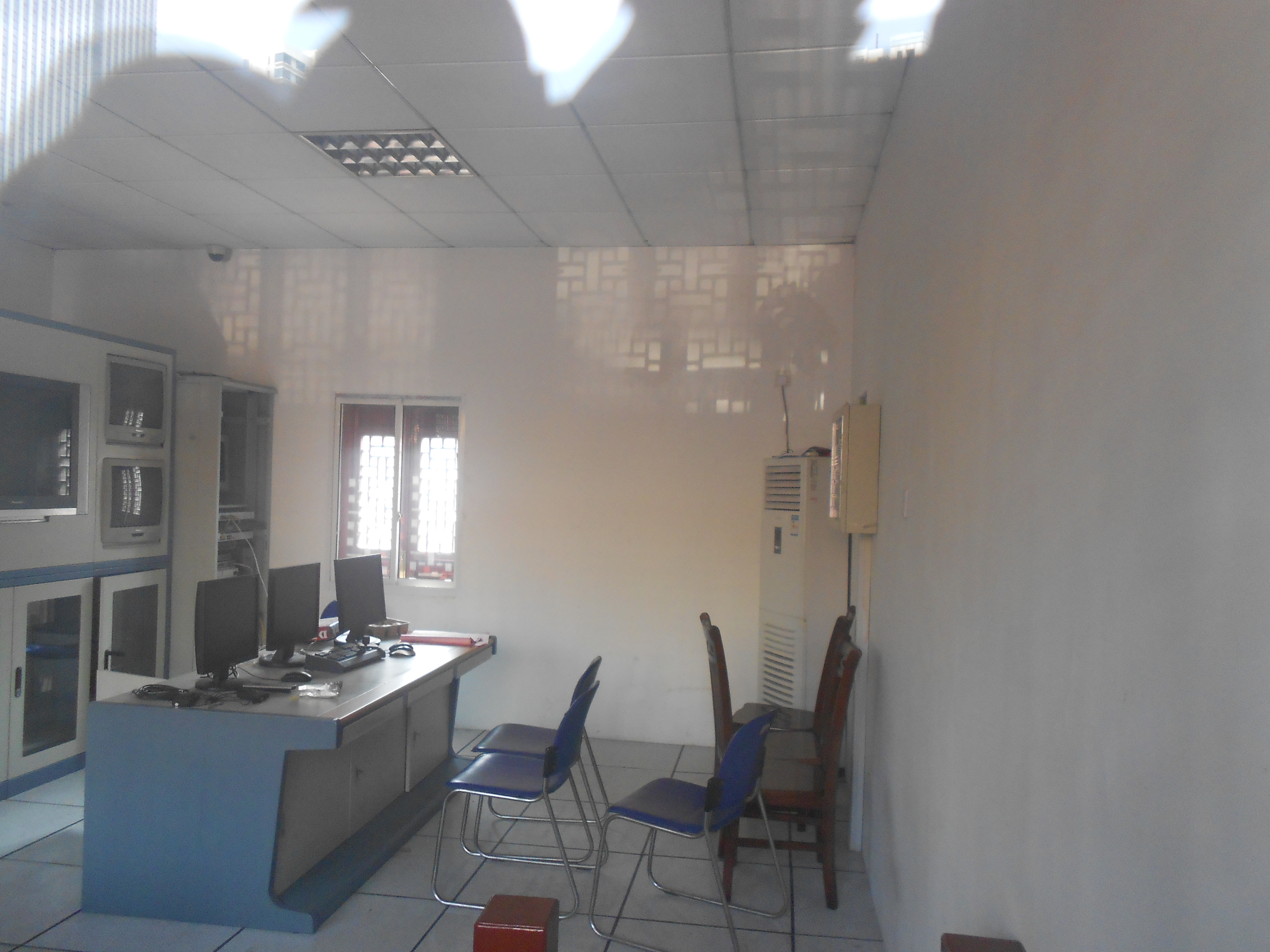
salle des télécommunications
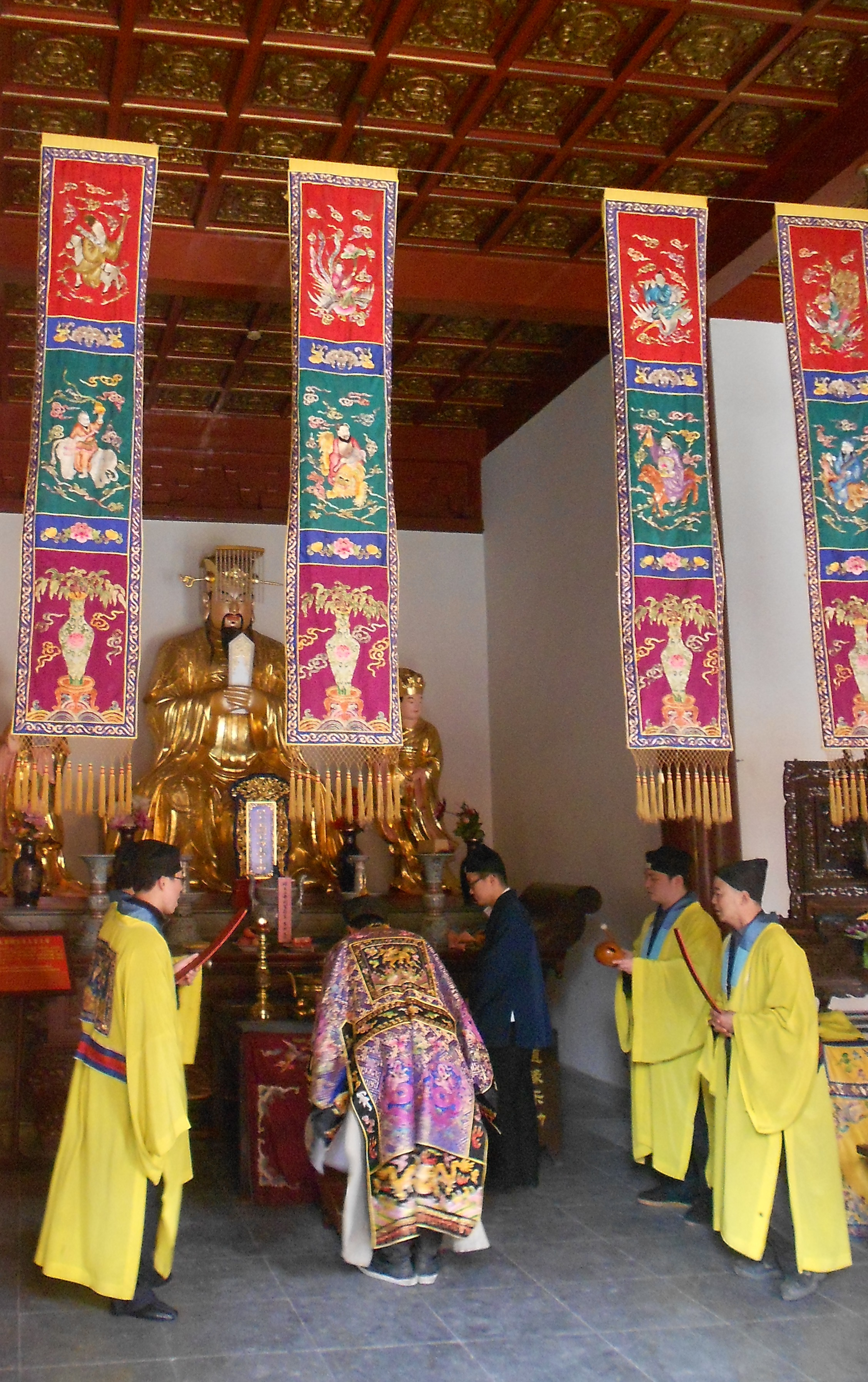
office religieux dans le pavillon de l'empereur de Jade